# Mohammad Ahsan
Mohammad Ahsan (Palembang, 17 september 1987) is een Indonesisch badmintonner. Samen met zijn partner Hendra Setiawan werd hij wereldkampioen in 2013 en 2015. 

## Carrière
Mohammad Ahsan werd in het begin van zijn carrière gekoppeld aan Bona Septano om uit te komen in het mannen dubbelspel. Op de wereldkampioenschappen in 2011 wonnen ze de bronzen medaille en op de Olympische Spelen in 2012 bereikte het duo de kwartfinale.
Sinds 2013 speelt hij samen met de meer ervaren partner Hendra Setiawan. Het nieuwe duo was onmiddellijk succesvol met vier super series titels in 2013 en een gouden mediale op de wereldkampioenschappen van 2013. In 2014 konden ze door blessureleed niet deelnemen aan het wereldkampioenschap, maar in 2015 waren ze opnieuw de beste door het Chinese duo Liu Xiaolong en Qui Zihan te verslaan.

## Medailles op Olympische Spelen en wereldkampioenschappen
| WK   | Onderdeel         | Resultaat |
| ---- | ----------------- | --------- |
| 2011 | Mannen dubbelspel | Brons     |
| 2013 | Mannen dubbelspel | Goud      |
| 2015 | Mannen dubbelspel | Goud      |